# کرم بروله

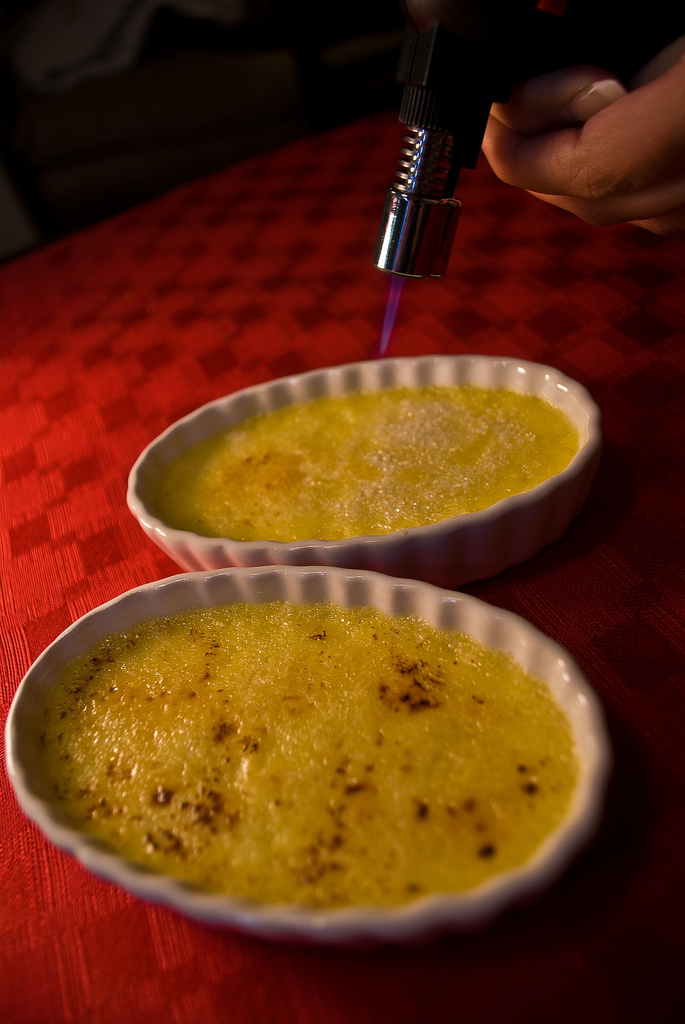
درست کردن کرم بروله با یک مشعل کوچک

کرم بروله (به فرانسوی: Crème brûlée) دسری متشکل از پایه‌ای از کاستارد و لایه‌ای سفت از کارامل است. این دسر معمولاً در دمای اتاق سرو می‌شود. کاستارد پایه که به‌طور سنتی با وانیل مزده‌داری می‌شود اما می‌توان به آن طعم‌دهنده‌های دیگر نیز افزود.
در انتهای پخت کرم بروله با یک مشعل کوچک روی آن را حرارت میدهند تا حالت شیشه ای و شکننده ی روی کرم بروله ایجاد گردد.

## مواد تشکیل دهنده
- خامه تازه
- شیر
- شکر
- تخم مرغ
- عصاره وانیل[۴]